# Eternity (chanson)
Pour les articles homonymes, voir Eternity.
Singles de Robbie Williams
Let Love Be Your Energy
(2001) Better Man
(2001)
Clip vidéo
[vidéo] « Eternity », sur YouTube
Clip vidéo
[vidéo] « The Road to Mandalay », sur YouTube
Eternity est une chanson interprétée par le chanteur britannique Robbie Williams, sortie sous la forme d'un single double face A partagé avec la chanson The Road to Mandalay le 9 juillet 2001.
Contrairement à The Road to Mandalay, Eternity ne figure pas sur l'album Sing When You're Winning. Elle est incluse dans la compilation Greatest Hits parue en 2004.
Ce single est le quatrième no 1 de Robbie Williams au Royaume-Uni. Il se classe aussi en tête des ventes en Nouvelle-Zélande.
Le guitariste Brian May joue un solo de guitare sur le titre,.
La chanson "Eternity" est dédiée à la chanteuse Geri Halliwell.

## Distinction
Eternity / The Road to Mandalay est nommé aux Brit Awards dans la catégorie meilleur single britannique en 2002.

## Classements hebdomadaires
| Classement (2001)                       | Meilleure position |
| --------------------------------------- | ------------------ |
| Allemagne (GfK Entertainment)           | 7                  |
| Autriche (Ö3 Austria Top 40)            | 9                  |
| Belgique (Flandre Ultratop 50 Singles)  | 6                  |
| Belgique (Wallonie Ultratop 50 Singles) | 9                  |
| Danemark (Tracklisten)                  | 3                  |
| Écosse (OCC)                            | 2                  |
| France (SNEP)                           | 45                 |
| Irlande (IRMA)                          | 2                  |
| Italie (FIMI)                           | 4                  |
| Nouvelle-Zélande (RMNZ)                 | 1                  |
| Pays-Bas (Nederlandse Top 40)           | 17                 |
| Pays-Bas (Single Top 100)               | 11                 |
| Royaume-Uni (UK Singles Chart)          | 1                  |
| Suède (Sverigetopplistan)               | 34                 |
| Suisse (Schweizer Hitparade)            | 10                 |

## Certifications
| Pays              | Certification | Unités certifiées |
| ----------------- | ------------- | ----------------- |
| Belgique (BEA)    | Or            | 25 000            |
| Royaume-Uni (BPI) | Or            | 400 000           |